# (23480) 1991 EL
(23480) 1991 EL est un astéroïde troyen de Jupiter de 27,621 km de diamètre découvert en 1991.

## Description
(23480) 1991 EL a été découvert le 10 mars 1991 à l'observatoire de Siding Spring, situé près de Coonabarabran, en Nouvelle-Galles du Sud, en Australie, par Robert H. McNaught.

### Caractéristiques orbitales
L'orbite de cet astéroïde est caractérisée par un demi-grand axe de 5,20 UA, un périhélie de 4,75 UA, une excentricité de 0,09 et une inclinaison de 22,55° par rapport à l'écliptique. Du fait de ces caractéristiques, à savoir un demi-grand axe compris entre 4,6 et 5,5 UA et un périhélie inférieur à 0,3 UA, il est classé, selon la JPL Small-Body Database, astéroïde troyen de Jupiter du camp troyen. Il est situé au point de Lagrange L4 du système Soleil-Jupiter.

### Caractéristiques physiques
(23480) 1991 EL a une magnitude absolue (H) de 11,3 et un albédo estimé à 0,084, ce qui permet de calculer un diamètre de 27,621 km. Ces résultats ont été obtenus grâce aux observations du Wide-Field Infrared Survey Explorer (WISE), un télescope spatial américain mis en orbite en 2009 et observant l'ensemble du ciel dans l'infrarouge, et publiés en 2012 dans un article regroupant les caractéristiques de 478 astéroïdes troyens,.